# István Timár
István Timár (n. 7 ianuarie 1940, Budapesta, Regatul Ungariei – d. 4 decembrie 1994, Budapesta, Ungaria) a fost un caiacist ce a reprezentat Ungaria, medaliat olimpic. A participat la o ediție a Jocurilor Olimpice (1968) în care a câștigat o medalie de argint și o medalie de bronz.